# Borostomias
Borostomias is een geslacht van straalvinnige vissen uit de familie van Stomiidae. Het geslacht is voor het eerst wetenschappelijk beschreven in 1908 door C. Tate Regan.

## Soorten
- Borostomias abyssorum (Köhler, 1896)
- Borostomias antarcticus (Lönnberg, 1905)
- Borostomias elucens (Brauer, 1906)
- Borostomias mononema (Regan & Trewavas, 1929)
- Borostomias pacificus (Imai, 1941)
- Borostomias panamensis Regan & Trewavas, 1929